# Hybos reversus
Hybos reversus är en tvåvingeart som beskrevs av Walker 1849. Hybos reversus ingår i släktet Hybos och familjen puckeldansflugor. Inga underarter finns listade i Catalogue of Life.